# Коллін Квіглі
Коллін Квіглі (англ. Colleen Quigley, нар. 20 листопада 1992) — американська легкоатлетка, яка спеціалізується в бігу на середні дистанції та стипль-чезі. Учасниця Олімпійських ігор (2016). Рекордсменка світу.
27 лютого 2020 на змаганнях у приміщенні «Boston University Last Chance Invitational» у Бостоні була третью у бігу на 3000 метрів з високим результатом (8.28,71), який дозволив їй піднятись у жіночому рейтингу всіх часів на цій дистанції в приміщенні на 10 місце.
31 липня 2020 на змаганнях «Bowerman TC Intrasquad Meet IV» у Портленді у складі естафетного квартету «Bowerman Track Club» разом із співвітчизницями Еліз Кренні, Каріссою Швайцер та Шелбі Гуліган стала співавторкою нового світового рекорду в естафетному бігу 4×1500 метрів (16.27,02), перевершивши попереднє досягнення кенійського квартету (16.33,58), встановлене у 2014.

## Основні міжнародні виступи
| Рік  | Змагання                     | Місто          | Місце | Дисципліна | Примітки |
| ---- | ---------------------------- | -------------- | ----- | ---------- | -------- |
| 2015 | Чемпіонат світу              | Пекін          | 12    | 3000 м з/п |          |
| 2016 | Олімпійські ігри             | Ріо-де-Жанейро | 8     | 3000 м з/п |          |
| 2017 | Чемпіонат світу              | Лондон         | 1заб  | 3000 м з/п | DQ       |
| 2018 | Чемпіонат світу в приміщенні | Бірмінгем      | 9     | 1500 м     |          |
| 2019 | Чемпіонат світу              | Доха           | 3заб  | 3000 м з/п | DNS      |